# La mia vita è uno zoo
La mia vita è uno zoo (We Bought a Zoo) è un film del 2011 diretto da Cameron Crowe. È una commedia a tinte drammatiche interpretata da Matt Damon, Thomas Haden Church, Colin Ford, Scarlett Johansson, Desi Lydic, Patrick Fugit, ed Elle Fanning.

## Trama
Sconvolto dalla morte della moglie, Benjamin Mee decide di rivoluzionare la propria vita e quella dei figli, lasciando il (redditizio) lavoro di reporter e decidendo di cambiare casa. Ma c'è un problema: la casa "ideale" che lui sceglie si trova in un vecchio e decrepito zoo, completo di 250 animali esotici e "lontano 9 miglia dal negozio di alimentari più vicino". La casa, per contratto, può essere acquistata solo da un acquirente che prometta di mantenere attivo lo zoo. Nonostante i numerosi imprevisti (economico-finanziari, di gestione famigliare ed elaborazione del lutto), Benjamin e i due figli riusciranno con tenacia a rendere presentabile lo zoo, in quella che a tutti gli effetti si tramuta in una sfida che si carica di ben altri significati, il tutto con l'aiuto di una stravagante compagnia di inservienti, capeggiata da Kelly.

## Produzione
Il film è basato su un romanzo autobiografico di Benjamin Mee, e narra le vicende della sua stessa famiglia, che risparmiò tutta la vita per comprarsi il Dartmoor Zoological Park, uno zoo semi-abbandonato della campagna inglese (comprendente circa 200 animali delle più svariate specie).
Nella scena finale in cui Matt Damon si arrampica sull'albero che ostruisce il passaggio all'ingresso dello zoo il giorno dell'apertura, tra i visitatori, possiamo vedere in fila i veri componenti della famiglia Mee, alle cui vicende la pellicola si ispira: Benjamin Mee, Milo Mee ed Ella Mee (gli ultimi due chiamati rispettivamente Dylan e Rosie nel film).

## Distribuzione
È uscito nelle sale statunitensi il 23 dicembre 2011, ed in Italia venerdì 8 giugno 2012. Il trailer italiano del film è stato diffuso il 13 dicembre 2011.